# Republikeinse Partij van Minas Gerais
De Republikeinse Partij van Minas Gerais (Portugees: Partido Republicano Mineiro, PRM) was een Braziliaanse politieke partij opgericht op 4 juni 1888. De partij was actief tijdens de Oude Republiek, van 1889 tot de staatsgreep van Getúlio Dorneles Vargas in 1930, opheffing op 2 december 1937 (Decreto nº 37). In die tijd was ze, naast de Republikeinse Partij van São Paulo, de belangrijkste partij. Tijdens de Estado Novo werd ze net als alle andere partijen verboden. De PRM vertegenwoordigde vooral de agrarische elite van de staat Minas Gerais en leverde vijf presidenten: Afonso Pena (1906-199), Venceslau Brás (1914-1918), Delfim Moreira (1918-1919), Epitácio Pessoa (1919-1922) en Artur Bernardes (1922-1926).